# Rosières-sur-Barbèche
Pour les articles homonymes, voir Rosières.
Rosières-sur-Barbèche est une commune française située dans le département du Doubs, la région culturelle et historique de Franche-Comté et la région administrative Bourgogne-Franche-Comté.

## Géographie
Rosières-sur-Barbèche est situé à 545 mètres d'altitude (à la mairie). Le village est dominé par la chaîne du Lomont au nord et par les plateaux de Belvoir et de Belleherbe à l'ouest. À l'est, on rejoint la vallée du Doubs. Il est arrosé par le ruisseau de La Barbèche.
Le village est traversé par la départementale 125, il est situé à 60 km à l'est de Besançon, à 15 km au sud-ouest de Pont-de-Roide-Vermondans et à 32 km au sud-ouest de Montbéliard.

### Climat
Pour des articles plus généraux, voir Climat de la Bourgogne-Franche-Comté et Climat du Doubs.
En 2010, le climat de la commune est de type climat de montagne, selon une étude du Centre national de la recherche scientifique s'appuyant sur une série de données couvrant la période 1971-2000. En 2020, Météo-France publie une typologie des climats de la France métropolitaine dans laquelle la commune est exposée à un climat de montagne ou de marges de montagne et est dans la région climatique  Jura, caractérisée par une forte pluviométrie en toutes saisons (1 000 à 1 500 mm/an), des hivers rigoureux et un ensoleillement médiocre. 
Pour la période 1971-2000, la température annuelle moyenne est de 8,9 °C, avec une amplitude thermique annuelle de 17,1 °C. Le cumul annuel moyen de précipitations est de 1 506 mm, avec 10,7 jours de précipitations en janvier et 11,4 jours en juillet. Pour la période 1991-2020, la température moyenne annuelle observée sur la station météorologique de Météo-France la plus proche, « Sancey-le-grand », sur la commune de Sancey à 6 km à vol d'oiseau, est de 10,2 °C et le cumul annuel moyen de précipitations est de 1 161,7 mm. 
La température maximale relevée sur cette station est de 37,9 °C, atteinte le 24 juillet 2019 ; la température minimale est de −22 °C, atteinte le 20 décembre 2009,,. 
Les paramètres climatiques de la commune ont été estimés pour le milieu du siècle (2041-2070) selon différents scénarios d'émission de gaz à effet de serre à partir des nouvelles projections climatiques de référence DRIAS-2020. Ils sont consultables sur un site dédié publié par Météo-France en novembre 2022.

## Urbanisme

### Typologie
Au 1er janvier 2024, Rosières-sur-Barbèche est catégorisée commune rurale à habitat dispersé, selon la nouvelle grille communale de densité à 7 niveaux définie par l'Insee en 2022.
Elle est située hors unité urbaine et hors attraction des villes,.

### Occupation des sols
L'occupation des sols de la commune, telle qu'elle ressort de la base de données européenne d’occupation biophysique des sols Corine Land Cover (CLC), est marquée par l'importance des territoires agricoles (59,5 % en 2018), une proportion identique à celle de 1990 (59,5 %). La répartition détaillée en 2018 est la suivante : 
forêts (40,5 %), terres arables (27,5 %), prairies (22,3 %), zones agricoles hétérogènes (9,7 %). L'évolution de l’occupation des sols de la commune et de ses infrastructures peut être observée sur les différentes représentations cartographiques du territoire : la carte de Cassini (XVIIIe siècle), la carte d'état-major (1820-1866) et les cartes ou photos aériennes de l'IGN pour la période actuelle (1950 à aujourd'hui).

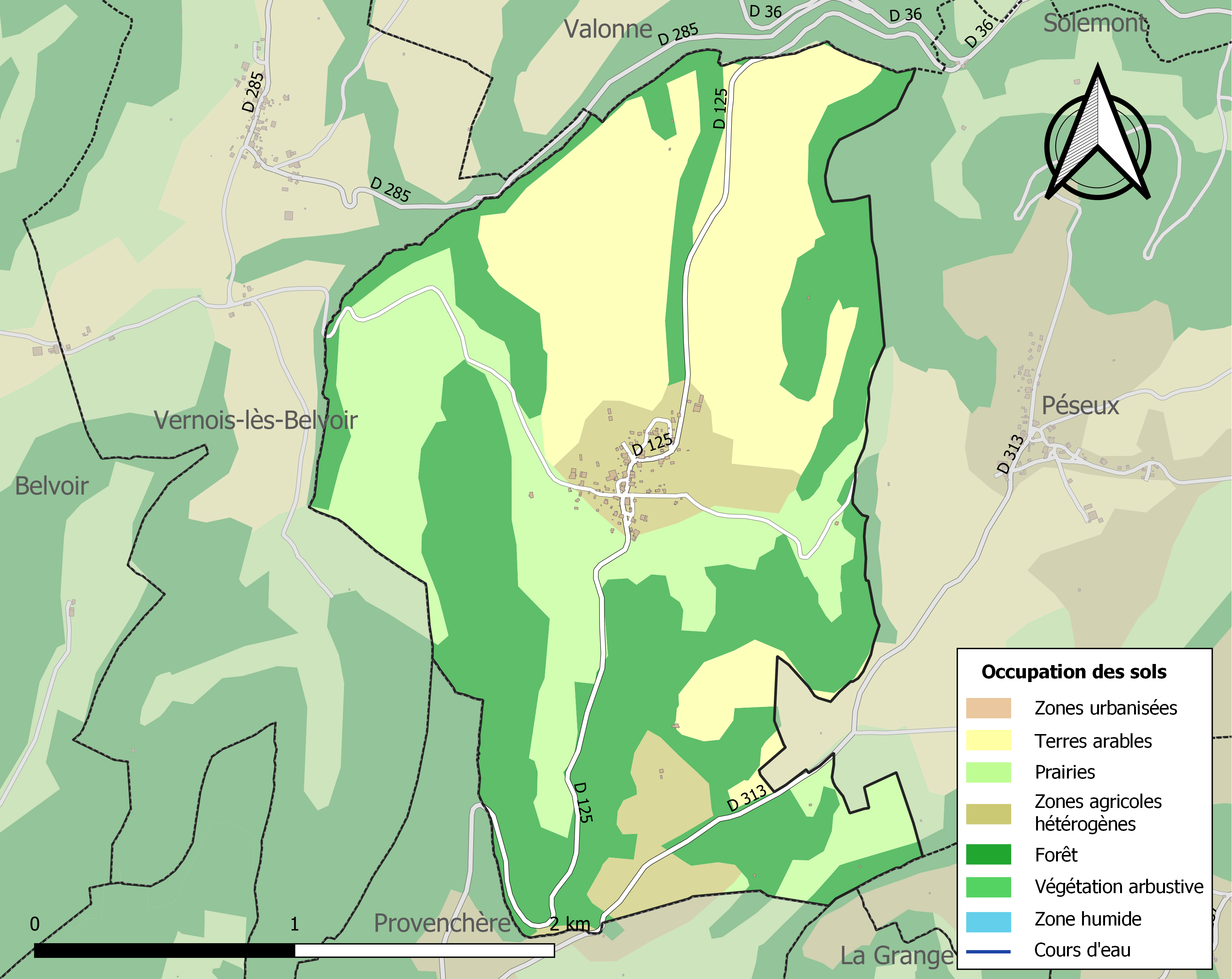
Carte des infrastructures et de l'occupation des sols de la commune en 2018 (CLC).

## Histoire

### Depuis le Moyen Âge
Le village fut le berceau d'une famille noble connue depuis Huot de Rosières, chevalier qui fonda un anniversaire à l'abbaye Saint-Paul de Besançon en 1202. Son homonyme ou le même fut témoin en 1227 de l'accord signé Othon, duc de Bourgogne et Étienne, comte d'Auxonne. Les fiefs possédés à Rosières par cette famille et d'autres maisons nobles relevaient pour la plupart des barons de Belvoir et des seigneurs de Neuchâtel-Bourgogne. La maison noble de Rosières est connue dès le milieu du XIIe siècle. Elle possède le fief de Rosières jusqu'en 1789. Son château fort, bâti au-dessus du village fut détruit par les Suédois et ne se relèvera pas de ses ruines. Rosières a fait partie de la paroisse de Provenchère jusqu'en 1807, il a eu sa chapelle dès le XVIe siècle.
Blason : « De sable à trois branches d'éperon d'argent, les molettes en bas. »
Devise : « Qui s'y frotte s'y pique. »

### Cadastre
Le premier cadastre a été établi en 1837. Le territoire communal compte 531 hectares dont 151 en forêt.

### Toponymie
Rosyres en 1165 ; Roseriæ en 1227 ; Rosières en 1336 ; Rousières en 1379 ; Roissières en 1389 ; Rosières en 1446 ; Rozières en 1614 ; Rosière en 1687, 1723.

## Politique et administration
| Période                                  | Période                     | Identité         | Étiquette                           | Qualité       |
| ---------------------------------------- | --------------------------- | ---------------- | ----------------------------------- | ------------- |
| mars 2001                                | 2014                        | Bernard Thiebaud |                                     |               |
| mars 2014                                | En cours (au 1er juin 2020) | Paul Meillet     | DVD, Réélu pour le mandat 2020-2026 | Fonctionnaire |
| Les données manquantes sont à compléter. |                             |                  |                                     |               |

## Démographie
L'évolution du nombre d'habitants est connue à travers les recensements de la population effectués dans la commune depuis 1793. Pour les communes de moins de 10 000 habitants, une enquête de recensement portant sur toute la population est réalisée tous les cinq ans, les populations de référence des années intermédiaires étant quant à elles estimées par interpolation ou extrapolation. Pour la commune, le premier recensement exhaustif entrant dans le cadre du nouveau dispositif a été réalisé en 2004.

En 2022, la commune comptait 110 habitants, en évolution de −11,29 % par rapport à 2016 (Doubs : +1,88 %, France hors Mayotte : +2,11 %).
| 1793 | 1800 | 1806 | 1821 | 1831 | 1836 | 1841 | 1846 | 1851 |
| ---- | ---- | ---- | ---- | ---- | ---- | ---- | ---- | ---- |
| 208  | 202  | 186  | 240  | 257  | 245  | 246  | 230  | 256  |

| 1856 | 1861 | 1866 | 1872 | 1876 | 1881 | 1886 | 1891 | 1896 |
| ---- | ---- | ---- | ---- | ---- | ---- | ---- | ---- | ---- |
| 219  | 243  | 196  | 192  | 180  | 177  | 176  | 150  | 144  |

| 1901 | 1906 | 1911 | 1921 | 1926 | 1931 | 1936 | 1946 | 1954 |
| ---- | ---- | ---- | ---- | ---- | ---- | ---- | ---- | ---- |
| 128  | 133  | 129  | 137  | 155  | 135  | 136  | 132  | 123  |

| 1962 | 1968 | 1975 | 1982 | 1990 | 1999 | 2004 | 2006 | 2009 |
| ---- | ---- | ---- | ---- | ---- | ---- | ---- | ---- | ---- |
| 136  | 142  | 144  | 157  | 137  | 117  | 109  | 105  | 99   |

| 2014 | 2019 | 2022 | - | - | - | - | - | - |
| ---- | ---- | ---- | - | - | - | - | - | - |
| 118  | 116  | 110  | - | - | - | - | - | - |

## Lieux et monuments
- L'église Saint-Sébastien : Rosières-sur-Barbèche obtient une chapelle vicariale en 1665. Ce vicariat en chef persiste jusqu'en 1807. L'église ne comporte pas de grandes particularités, mais elle possède toutefois deux peintures murales réalisées par Joseph Aubert, L'Annonciation et La fuite en Égypte. Derrière l'autel, une toile représente saint Sébastien, patron de la paroisse. La fête patronale a lieu le 19 janvier.
- La borne Michelin, une des seules existante encore dans le département, a été restaurée[21] .
- La vallée de la Barbèche.

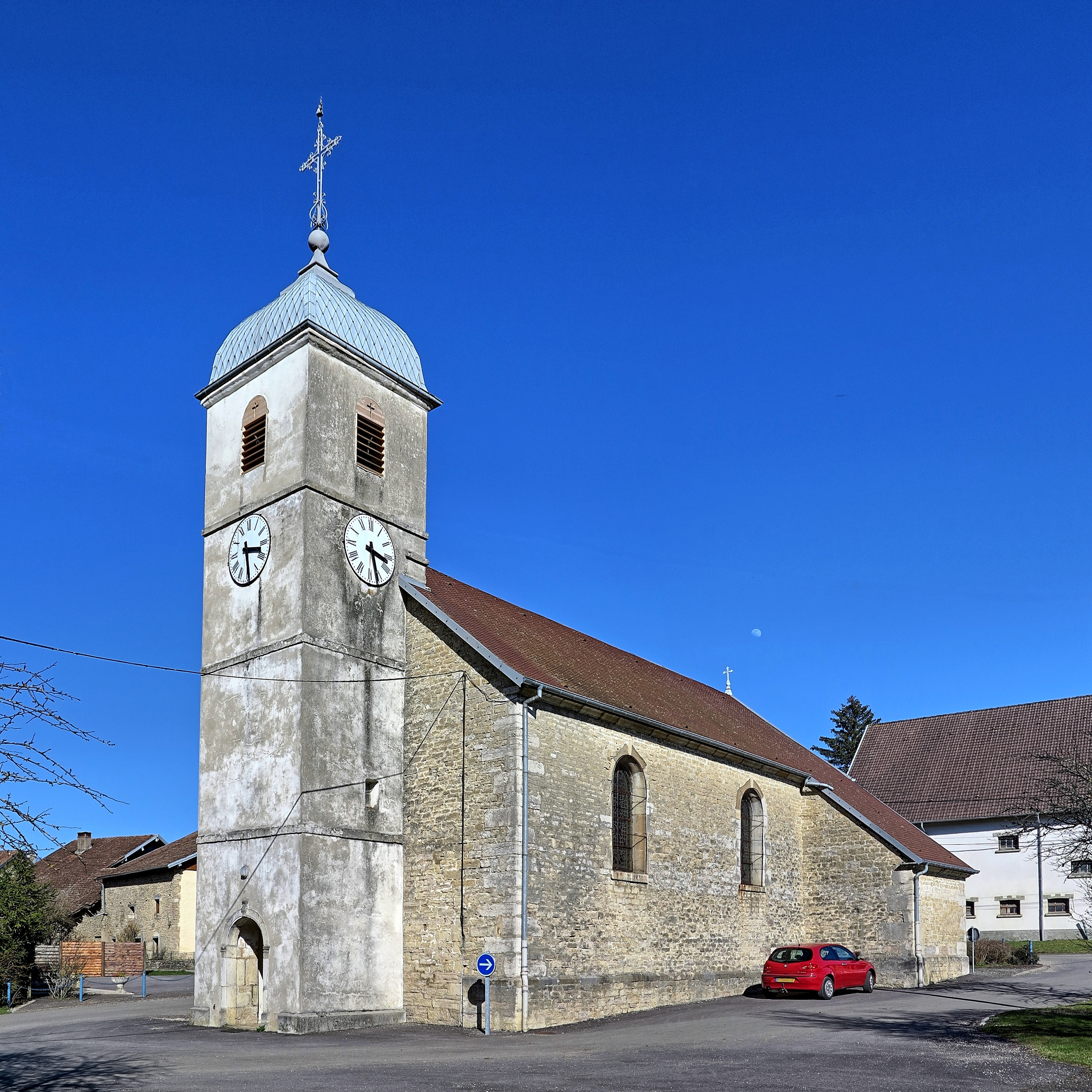
L'église Saint-Sébastien.
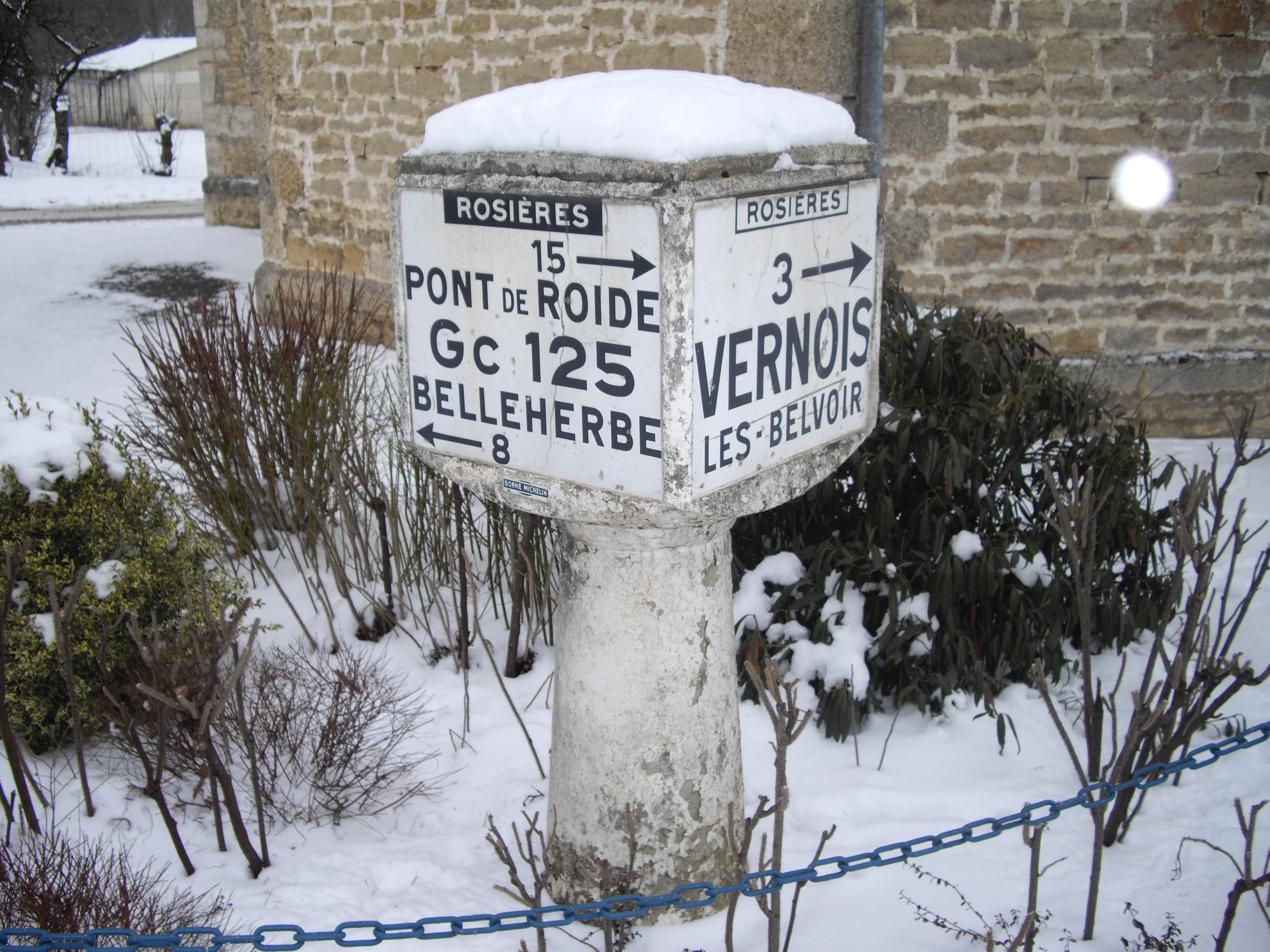
Borne Michelin.
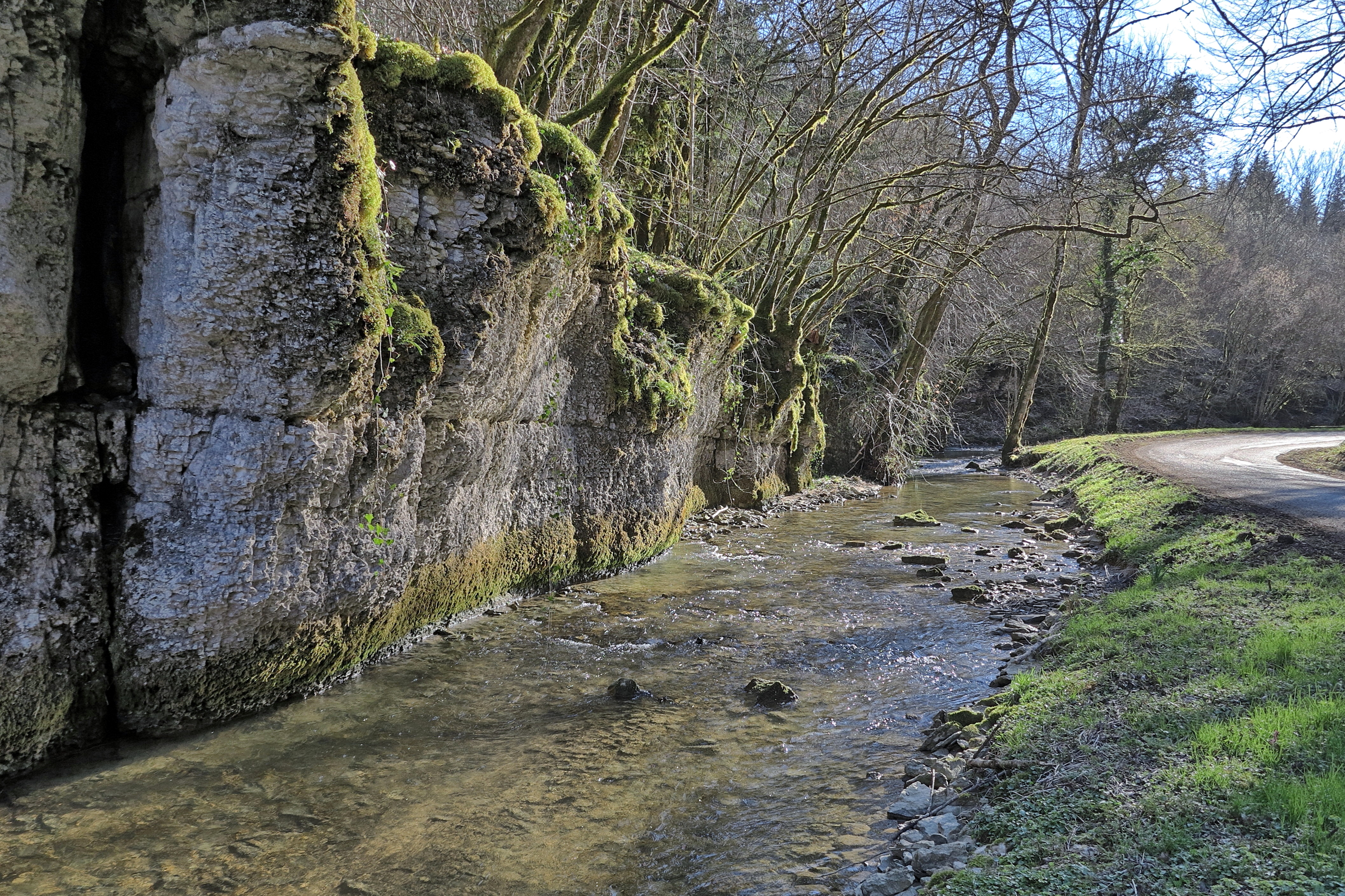
La vallée de la Barbèche.

### Hameaux et fermes
La ferme de « La Faye » fait partie de la commune de Rosières-sur-Barbèche.